# Spree-Perle (Schiff, 1954)
Die Spree-Perle ist ein Fahrgastschiff, das ab dem Jahr 2000 auf den Berliner Gewässern eingesetzt wurde.

## Geschichte
Das Schiff wurde auf der Schiffswerft Schmidt in Oberkassel gebaut und trug zunächst den Namen Lindenwirtin. Später hieß es Stadt Wertheim, Saarland und Cigogne. Das Schiff wurde in Aken umgebaut, damit es auch unter den Berliner Brücken einsetzbar war, und kam im Jahr 2000 zur Reederei Riedel. Im Jahr 2007 war das 28,66 Meter und 5 Meter breite Schiff für die Beförderung von 180 Personen zugelassen.
Günter Benja verzeichnete das Schiff 1975 noch als Lindenwirtin. Es gehörte damals noch zur Flotte der Personenschiffahrt „Siebengebirge“ in Bonn-Bad Godesberg, war laut Benja erst 27 Meter lang, aber bereits 5 Meter breit und hatte einen Tiefgang von 1,25 Metern. Das Schiff, das damals 200 Fahrgäste befördern durfte, war mit einem 180-PS-Motor ausgestattet, der eine Geschwindigkeit von 12 km/h erlaubte. Der nächste Besitzer war die Wertheimer Personenschiffahrt Horst Weid (oder A. Mahl), bei der die Lindenwirtin auf Stadt Wertheim umgetauft wurde. Sie erhielt 1988 einen Austauschmotor mit 320 PS (auf 270 PS reduziert) und durfte in Wertheim 250 Fahrgäste befördern. Als Saarland soll sie bei Martin Kolb in Briedern im Einsatz gewesen sein, danach soll sie als Alsabel nach Kembs-Loechlé gekommen, dort aber auf den Namen Cigogne umgetauft worden und schließlich nach Deutschland zurückgekehrt sein, um in Berlin zur Spree-Perle zu werden. Die Reederei Riedel führt die Spree-Perle mittlerweile (Stand: April 2022) nicht mehr unter den sieben Schiffen ihrer Flotte.

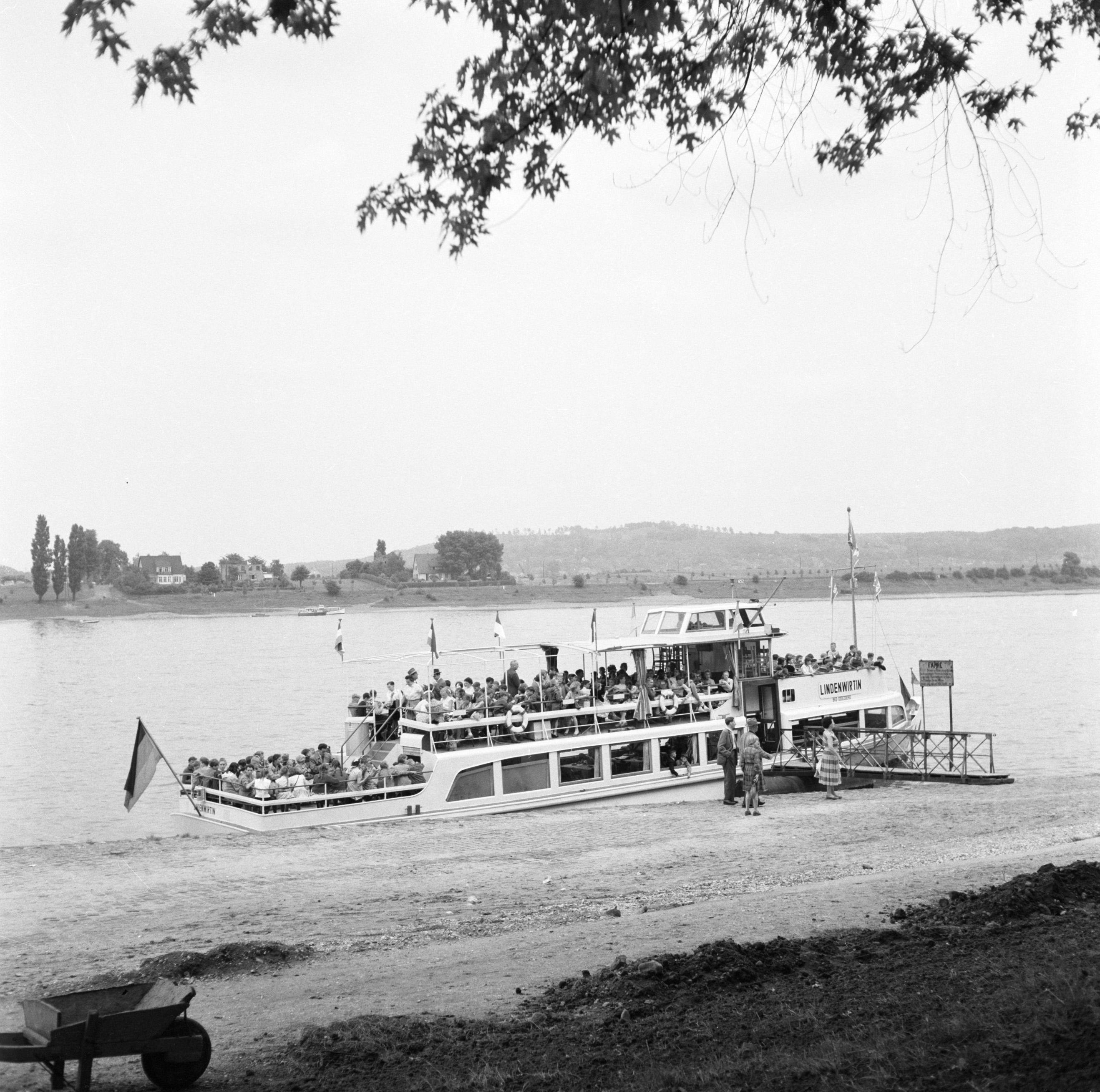
Als Lindenwirtin im Jahr 1955